# Пионер (тягач)
«Пионер» — лёгкий артиллерийский тягач.

## История
Тягач был спроектирован по образцу английского армейского тягача "Виккерс-Карден-Ллойд" с автомобильным двигателем Форд V-8. Его разработкой занималась группа конструкторов Научного автотракторного института (НАТИ) под руководством А. С. Щеглова, ведущим инженером был назначен Брусянцев. Компоновкой и тягово-динамическим расчётом новой машины занимался С. Н. Осипов.
Ряд узлов — силовой агрегат, трансмиссия с дифференциалом, пружинно-балансирные тележки и гусеницы — был заимствован от серийного малого плавающего танка Т-37А. Ведущие колёса — передние; задние направляющие колёса гусениц также выполняли роль опорных катков и имели упругую подвеску (несущий ленивец).
Водитель располагался впереди на продольной оси машины, над коробкой передач, прикрытой защитным кожухом. По обе стороны от него располагались шесть сидений — по три вдоль каждого борта, спинками вовнутрь — для бойцов орудийного расчёта.
Работа над проектом была завершена в 1935 году. Серийное производство было развёрнуто на заводе № 37 имени Орджоникидзе в Москве; в 1936 году была выпущена первая партия в 50 (по другим данным — 25) машин; 7 ноября тягачи приняли участие в военном параде на Красной площади.
Эксплуатация тягачей в войсках выявила их неустойчивость при езде, в особенности на поворотах; военных не устраивали низкие тяговые свойства и малая вместимость машин. Предназначенные для работы на передовой тягачи оказались крайне уязвимы для огня стрелкового оружия, поскольку не имели броневой защиты водителя, двигателя, радиатора и бензобака. В 1937 году их производство было прекращено.
В соответствии с пожеланиями военных группой были оперативно разработаны бронированные модификации тягача — «Пионер Б1» и «Пионер Б2», отличавшихся посадкой расчёта. Однако по результатам испытаний они также не удовлетворяли заказчика, и конструкция была признана бесперспективной.

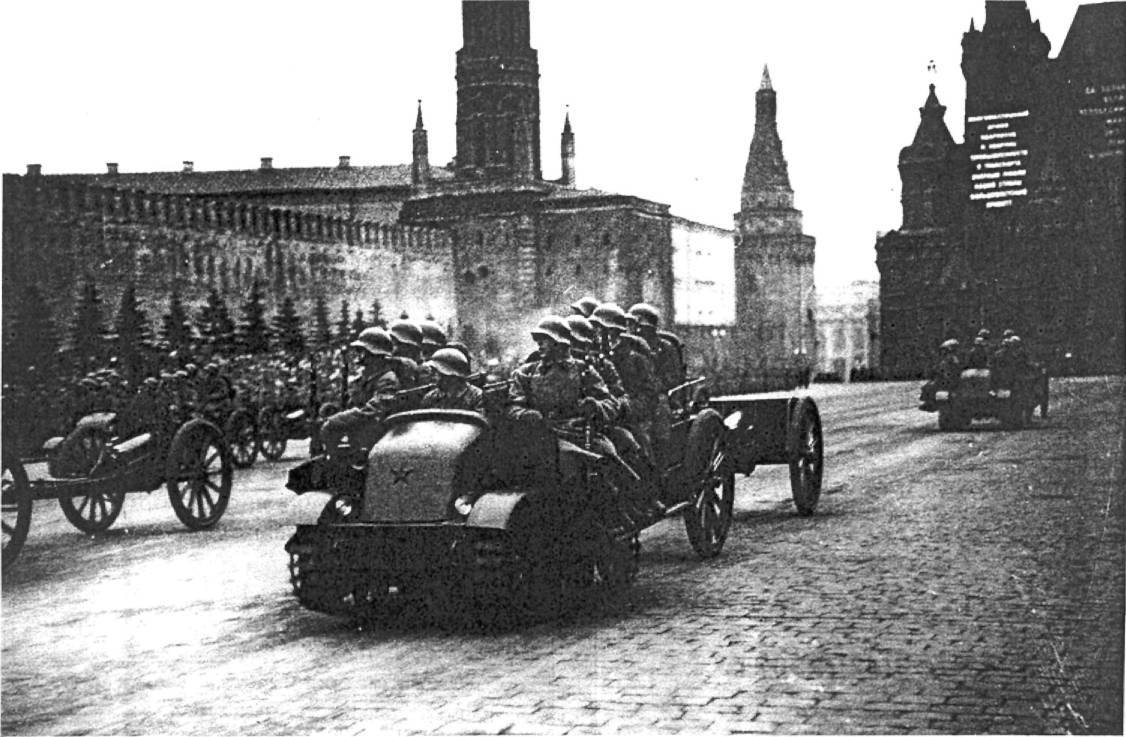
Тягачи «Пионер», буксирующие 76-мм полковые пушки образца 1927 года, на военном параде на Красной площади 7 ноября 1936
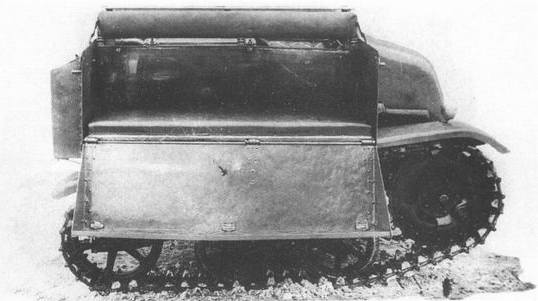
Вид справа